# Finspång
Finspång er en by i Östergötlands län i Sverige. Den er administrationsby i Finspångs kommun og i 2010 havde byen 12.440 indbyggere.
Byen er en gammel industriby, hvor Finspångs bruk i flere hundrede år var Sveriges største kanonstøberi, og der er stadig flere store virksomheder i byen.
Sveriges første statsminister, Louis Gerhard De Geer, blev født i Finspång.

## Eksterne kilder og henvisninger
1. ↑  "Tätorternas landareal, folkmängd och invånare per km2 2005 och 2010". Statistiska centralbyrån. 14. december 2011. Arkiveret fra originalen 10. januar 2012. Hentet 10. januar 2012.

- Wikimedia Commons har flere filer relateret til Finspång
- Om Finspång Arkiveret 5. marts 2016 hos  Wayback Machine i 	Nordisk familjebok